# Titus Hoffmann

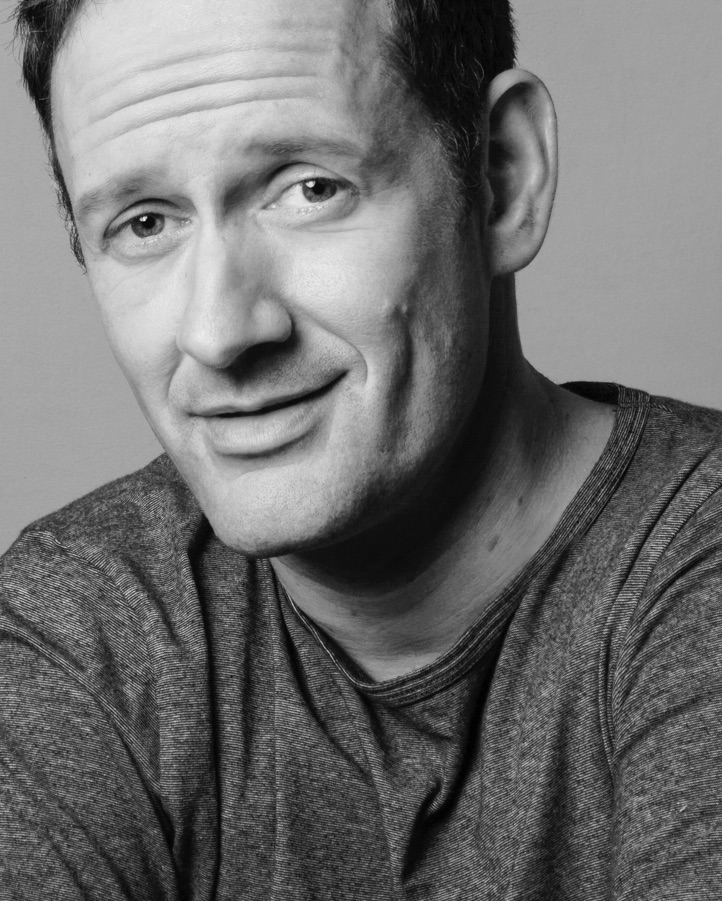
Titus Hoffmann (2017)

Titus Hoffmann (* 2. November 1975 in Nürnberg) ist ein deutscher Schauspieler, Regisseur, Librettist, Übersetzer und Produzent.

## Leben und Wirken
Titus Hoffmann studierte nach dem Abitur an der Guildford School of Acting in London und wirkte elf Jahre als Schauspieler an verschiedenen europäischen Bühnen, bevor er sich auf seine Autoren- und Regietätigkeit konzentrierte.
Im April 2023 wurde das Musical Scholl – Die Knospe der Weißen Rose uraufgeführt, wobei Hoffmann sowohl als Regisseur als auch für Buch und Liedtexte verantwortlich zeichnete. Gemeinsam mit dem Komponisten Thomas Borchert wurde das Live-Album als Doppel-CD zum Musical produziert, das für den Preis der deutschen Schallplattenkritik nominiert wurde in der Kategorie „Oper II“.
Hoffmanns Inszenierung des Musicals Next to Normal von Tom Kitt wurde als deutsche Erstaufführung am Stadttheater Fürth sowie im Wiener MuseumsQuartier und an der Staatsoperette Dresden aufgeführt. Seine Übersetzung wurde bislang in rund 30 Produktionen seit der deutschsprachigen Erstaufführung nachgespielt. Als Executive Producer brachte er die CD „next to normal - Deutsche Originalaufnahme Live“ heraus. Im Dezember 2023 moderierte er das Next-to-Normal-Reunion-Konzert am Stadttheater Fürth mit den Künstlern der deutschen Originalproduktion (darunter Pia Douwes, Thomas Borchert, Sabrina Weckerlin und Dominik Hees).
Hoffmann hatte die Idee und schrieb das Buch zu dem Musical I Am from Austria mit den Liedern von Rainhard Fendrich. Zusammen mit der Takarazuka Revue Company adaptierte er das Stück für den japanischen Markt, wo es von über 250.000 Zuschauern in Tokio und Osaka gesehen wurde. Für die deutschsprachige Erstaufführung von Green Days Musical American Idiot in Frankfurt schrieb er die deutschen Texte. Hoffmann verfasste die Liedtexte der Produktionen Heiße Zeiten – Die Wechseljahre-Revue, zu Mann o Mann – Die Midlife-Crises-Revue (Hamburg, Zürich und Düsseldorf) und zu Wir sind mal kurz weg – Eine musikalische Midlife-Crisis in Dresden.
Als Gastdozent entwickelte Hoffmann mit den Studierenden der Theaterakademie August Everding am Deutschen Theater München das Zweipersonenstück Elise & Paul - Eine Musical-Dramedy! über die Liaison des Prinzen Paul von Thurn und Taxis mit der Schauspielerin Elise Kreuzer.
Er schrieb und inszenierte I Wanna Be Loved by You, ein Musiktheaterstück über die Beziehung zwischen Marilyn Monroe und ihrem Therapeuten Ralph R. Greenson, uraufgeführt 2012 auf der TiL-studiobühne des Stadttheaters Gießen.
Hoffmann war unter anderem als Resident Director und als Co-Übersetzer an der deutschen Erstaufführung von Mel Brooks’ Musical The Producers am Wiener Ronacher und im Berliner Admiralspalast beteiligt.